# Czech Tour
Le Czech Tour (anciennement nommé Czech Cycling Tour, puis Sazka Tour) ou Tour de Tchéquie est une course cycliste sur route par étape masculine disputée en République tchèque. Créé en 2010, il fait partie de l'UCI Europe Tour depuis 2011, en catégorie 2.2 et en catégorie 2.1 depuis 2015.
En 2021, la course est renommée Sazka Tour, puis prend le nom de Czech Tour en 2024.

## Palmarès
| Année              | Vainqueur         | Deuxième            | Troisième           |
| ------------------ | ----------------- | ------------------- | ------------------- |
| Czech Cycling Tour |                   |                     |                     |
| 2010               | Leopold König     | Tomáš Bucháček      | Michal Kadlec       |
| 2011               | Stanislav Kozubek | Dariusz Baranowski  | Jiří Hudeček        |
| 2012               | František Padour  | Pavel Kochetkov     | Sven van Luijk      |
| 2013               | Leopold König     | Kristian Haugaard   | Sven van Luijk      |
| 2014               | Martin Mortensen  | Nicolas Baldo       | Maroš Kováč         |
| 2015               | Petr Vakoč        | Jan Bárta           | Zdeněk Štybar       |
| 2016               | Diego Ulissi      | Sebastian Langeveld | Davide Rebellin     |
| 2017               | Josef Černý       | Jan Bárta           | Jan Tratnik         |
| 2018               | Riccardo Zoidl    | Andreas Schillinger | Aleksejs Saramotins |
| 2019               | Daryl Impey       | Lucas Hamilton      | Michael Kukrle      |
| 2020               | Damien Howson     | Jack Bauer          | Markus Hoelgaard    |
| Sazka Tour         |                   |                     |                     |
| 2021               | Filippo Zana      | Tobias Johannessen  | Rein Taaramäe       |
| 2022               | Lorenzo Rota      | Anthon Charmig      | Kevin Colleoni      |
| 2023               | Florian Lipowitz  | Ben Zwiehoff        | Jakub Otruba        |
| Czech Tour         |                   |                     |                     |
| 2024               | Marc Hirschi      | Diego Ulissi        | Sergio Higuita      |
| 2025               | Junior Lecerf     | Cian Uijtdebroeks   | Alessandro Fancellu |